# Pieter ter Keurs
Pieter Johannes ter Keurs (1956) is een Nederlands cultureel antropoloog en hoogleraar aan de Universiteit Leiden.

## Biografie
Ter Keurs studeerde culturele antropologie en deed onderzoek in Papoea Nieuw-Guinea en Indonesië. Hij trad in 1989 in dienst van het Rijksmuseum voor Volkenkunde te Leiden. In die hoedanigheid verzorgde hij verscheidene tentoonstellingen met bijbehorende publicaties. In 1990 werkte hij mee aan een afscheidsbundel voor prof. dr. Adrianus Alexander Gerbrands (1917-1997), en in 1995 aan een bundel voor dr. Simon Kooijman (1915-2005) ter gelegenheid van diens 80e verjaardag. In 2005 promoveerde hij te Leiden op Condensed reality. In datzelfde jaar werkte hij mee aan de grote tentoonstelling (met catalogus) Indonesia: de ontdekking van het verleden in de Nieuwe Kerk (Amsterdam). In 2007 redigeerde hij Colonial collections revisited. In 2009 werd hij hoofd collecties en onderzoek bij het Rijksmuseum van Oudheden. Vanaf 2011 combineerde hij dat met een bijzonder hoogleraarschap in Leiden, met de leeropdracht antropologie van materiële cultuur, vanwege het Fonds voor Etnologie; zijn oratie hield hij op 18 februari 2011 onder de titel Materiële cultuur en vergankelijkheid. In 2014 werkte hij mee aan de tentoonstelling en bijbehorende boek Carthago. Opkomst & ondergang in zijn museum. In 2018 redigeerde hij mee de bundel Rijksmuseum van Oudheden Leiden. Een geschiedenis van 200 jaar. In dat laatste jaar werkte hij ook mee aan het liber amicorum voor prof. dr. Maarten Raven (1953). Per 1 september 2019 werd zijn hoogleraarschap omgezet in een voltijds gewoon hoogleraarschap musea, collecties en samenleving en werd hij tevens directeur van het Leiden-Delft-Erasmus Centre for Global Heritage and Development; dat betekende ook het einde van zijn dienstverband bij het Leids museum.